# U-505
غواصة يو-505 غواصة يو بوت ألمانية من الفئة التاسعة سي بنيت لسلاح بحرية ألمانيا النازية كريغسمارينه، في أحواض دويتشه فيرفت في هامبورغ خلال الحرب العالمية الثانية.